# ويليام كليم
ويليام كليم (بالدنماركية: William Clem)‏ هو لاعب كرة قدم دنماركي في مركز الوسط، ولد في 20 يونيو 2004.

## وصلات خارجية
- ويليام كليم على موقع الاتحاد الأوربي (الإنجليزية)
- ويليام كليم على موقع قاعدة بيانات كرة القدم.إي يو (الإنجليزية)
- ويليام كليم على موقع Soccerway.com (الإنجليزية)
- ويليام كليم على موقع عالم كرة القدم.نت (الإنجليزية)